# Kolpendal Hede
Kolpendal Hede er et  90 hektar stort hedeområde der ligger som en stor lysning i Gludsted Plantage, vest for Sepstrup Sande,  sydvest for Silkeborg. Heden gennemskæres af Primærrute 13 mellem Pårup og Hjøllund. På heden findes stadig synlige spor efter Hærvejens forgreninger.

## Naturbeskyttelse
Kolpendal Hede, der blev fredet i 1954,  er en del af Natura 2000 -område nr. 53 Sepstrup Sande, Vrads Sande, Velling Skov og Palsgård Skov. 

## Eksterne kilder og henvisninger
1. ↑  "Folder Natursti Funder-Ejstrup" (PDF). Arkiveret fra originalen (PDF) 2. oktober 2016. Hentet 5. oktober 2016.
2. ↑  Hjulsporene over Kolpendal Hede

- Fredningskortet på fredninger.dk

56°5′21.08″N 9°22′39.37″Ø / 56.0891889°N 9.3776028°Ø